# Vogelsbergkreis
Vogelsbergkreis je okrug u njemačkoj pokrajini Hessen. 112.264 stanovnika (stanje 31. prosinca 2008.) živi u okrugu površine 1.458,94 km².

## Gradovi i općine u okrugu
| Gradovi | Općine |
| --- | --- |
| 1. Alsfeld 2. Grebenau 3. Herbstein 4. Homberg (Ohm) 5. Kirtorf 6. Lauterbach 7. Romrod 8. Schlitz 9. Schotten 10. Ulrichstein | 1. Antrifttal 2. Feldatal 3. Freiensteinau 4. Gemünden 5. Grebenhain 6. Lautertal 7. Mücke 8. Schwalmtal 9. Wartenberg |

## Vanjske poveznice
- Službena stranica (njem.)